# Gladde pijlstaartrog
De gladde pijlstaartrog (Bathytoshia brevicaudata) is een vis uit de familie van de pijlstaartroggen (Dasyatidae). De wetenschappelijke naam van de soort werd gepubliceerd in 1875 door Frederick Wollaston Hutton.
Een steek van deze pijlstaartrog werd in 2006 de Australische televisiepresentator Steve Irwin fataal.